# Guachochi (kommun)
Guachochi är en kommun i Mexiko.   Den ligger i delstaten Chihuahua, i den nordvästra delen av landet, 1 200 km nordväst om huvudstaden Mexico City. Antalet invånare är 49 689. Arean är 4 340 kvadratkilometer.
Terrängen i Guachochi är kuperad åt nordost, men åt sydväst är den bergig.
Följande samhällen finns i Guachochi:
- Guachochi
- Rancho Seco
- Ranchería Ciénega Prieta
- La Guitarra
- Agua Azul
- Huichachi
- Bajío de Cuechi
- Pahuiranachi
- Nahueachi
- Turuceachi
- Mesa de Rocheachi
- Recuzachi
- Ramucheachi
- Nachacachi
- La Gobernadora
- Pesachi
- Rosanachi
- Basigochi
- Corralitos
- Sagoachi
- Capochi
- Muracharachi
- La Gloria
- Yegochi
- Cumbres del Río Verde
- Ranchería Yehuachique